# Urosigalphus trinidadensis
Urosigalphus trinidadensis är en stekelart som beskrevs av Gibson 1974. Urosigalphus trinidadensis ingår i släktet Urosigalphus och familjen bracksteklar. Inga underarter finns listade i Catalogue of Life.